# Occidozyginae
Occidozyginae – podrodzina płazów bezogonowych z rodziny Dicroglossidae.

## Zasięg występowania
Podrodzina obejmuje gatunki występujące w zachodnich i południowych Chinach, Mjanmie, Tajlandii, Malezji, Wietnamie, na Filipinach, Wielkich i Małych Wyspach Sundajskich aż do Flores.

## Podział systematyczny
Do podrodziny należą następujące rodzaje:
- Ingerana Dubois, 1987
- Occidozyga Kuhl & Van Hasselt, 1822